# Frankenheim/Rhön
Frankenheim/Rhön (auch Frankenheim auf der Rhön, Rhöner Platt: Frankeme) ist eine Gemeinde zwischen Meiningen und Fulda in der Rhön, sie ist Mitglied der Verwaltungsgemeinschaft Hohe Rhön, die ihren Verwaltungssitz in der Stadt Kaltennordheim hat.

## Geografie
Die Gemeinde liegt in der Hohen Rhön, im Drei-Länder-Eck Hessen, Thüringen und Bayern, im Biosphärenreservat Rhön und ist mit einer Höhenlage von 750–780 m ü. NN das höchstgelegene Dorf der Rhön. Oberhalb des Ortes befindet sich der Aussichtsberg Ellenbogen (Rhön). Nachbarorte sind Hilders, Leubach, Reichenhausen und Birx. Durch die Ortslage fließt der Leubach, ein Nebengewässer des Flüsschen Streu, zu wessem oberen Einzugsgebiet die gesamte Ortslage gehört. Ganz in der Nähe, etwa 900 m westlich der Ortslage an der Straße nach Hilders und südwestlich an der Straße nach Birx befindet sich die Rhein-Weser-Hauptwasserscheide. Die Gemeinde Frankenheim auf der Rhön und alle umgebenen Ortschaften befinden sich im Biosphärenreservat Rhön.

## Geschichte
Der Ort wurde in einer Urkunde vom 13. April 1228 erstmals urkundlich erwähnt. Über Jahrhunderte stritten sich die angrenzenden Landesherrschaften Kloster Fulda, Bistum Würzburg, Grafschaft Henneberg und die Reichsritter von der Tann um Frankenheim und Birx. 1569 ging ein Vergleich zugunsten Hennebergs aus. Der Ort gehörte seitdem zum Amt Kaltennordheim, das später zu Sachsen-Weimar-Eisenach (Eisenacher Oberland) gehörte. Bis 1900 lagen die einzigen Verdienstmöglichkeiten in der Peitschenherstellung, der Weberei, der Bürstenerzeugung und im Holzwarensektor; das Dorf war lange das ärmste der Rhön. Nach der Teilung Deutschlands war der Ort von der Verbindung nach Hessen und Bayern abgeschnitten, nordwestlich und südöstlich des Ortes waren die Grenzbefestigungen nur jeweils einen Kilometer entfernt. Die einzige Verbindungsstraße aus dem Ort führte nach Reichenhausen, die Straße in den noch abgelegeneren Ort Birx endete dort.

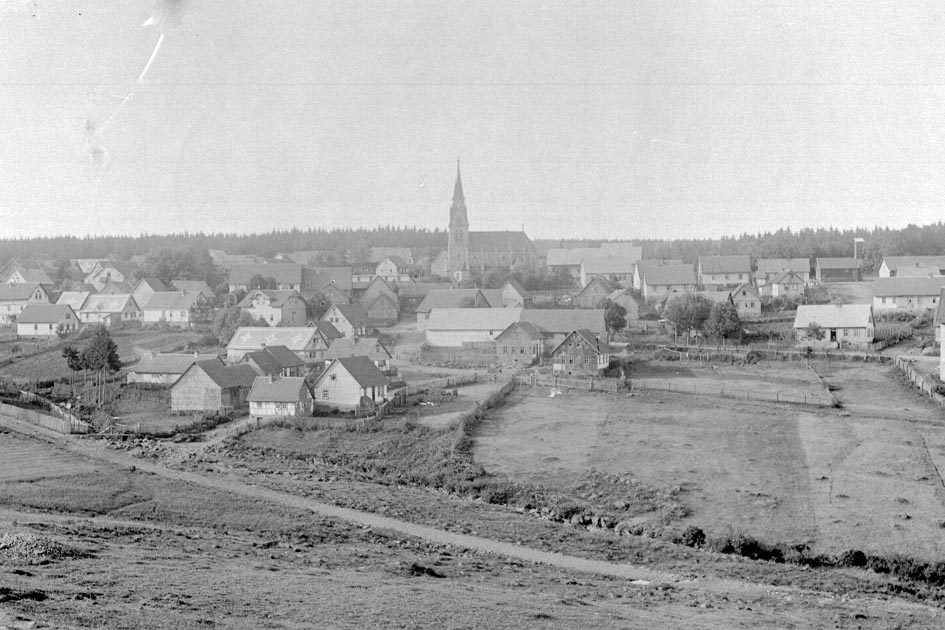
Frankenheim fotografiert von Anton Tretter um 1900

## Politik

### Gemeinderat
Der Gemeinderat besteht aus dem Bürgermeister sowie 12 weiteren gewählten Gemeinderatsmitgliedern.
Nach der Kommunalwahl 2009 stellte die CDU sieben Gemeindevertreter und Die Linke fünf. 2014 trat bei der Wahl anstelle der CDU die Wählergemeinschaft Wir für Frankenheim an, welche acht Mandate erreichte, und die Linke erhielt vier.
Seit der Kommunalwahl 2024 stellt die Wählergemeinschaft Wir für Frankenheim alle 12 Mandate, insgesamt nahmen 65,9 % der Wahlberechtigten teil.

### Bürgermeister
Alexander Schmitt wurde mit 83,3 % der Stimmen am 6. Juni 2010 erstmals zum ehrenamtlichen Bürgermeister gewählt.
Bei der Wahl am 5. Juni 2016 wurde er mit 95 % der Stimmen wiedergewählt, insgesamt nahmen 47,2 % der Wahlberechtigten teil.

## Wirtschaft und Infrastruktur

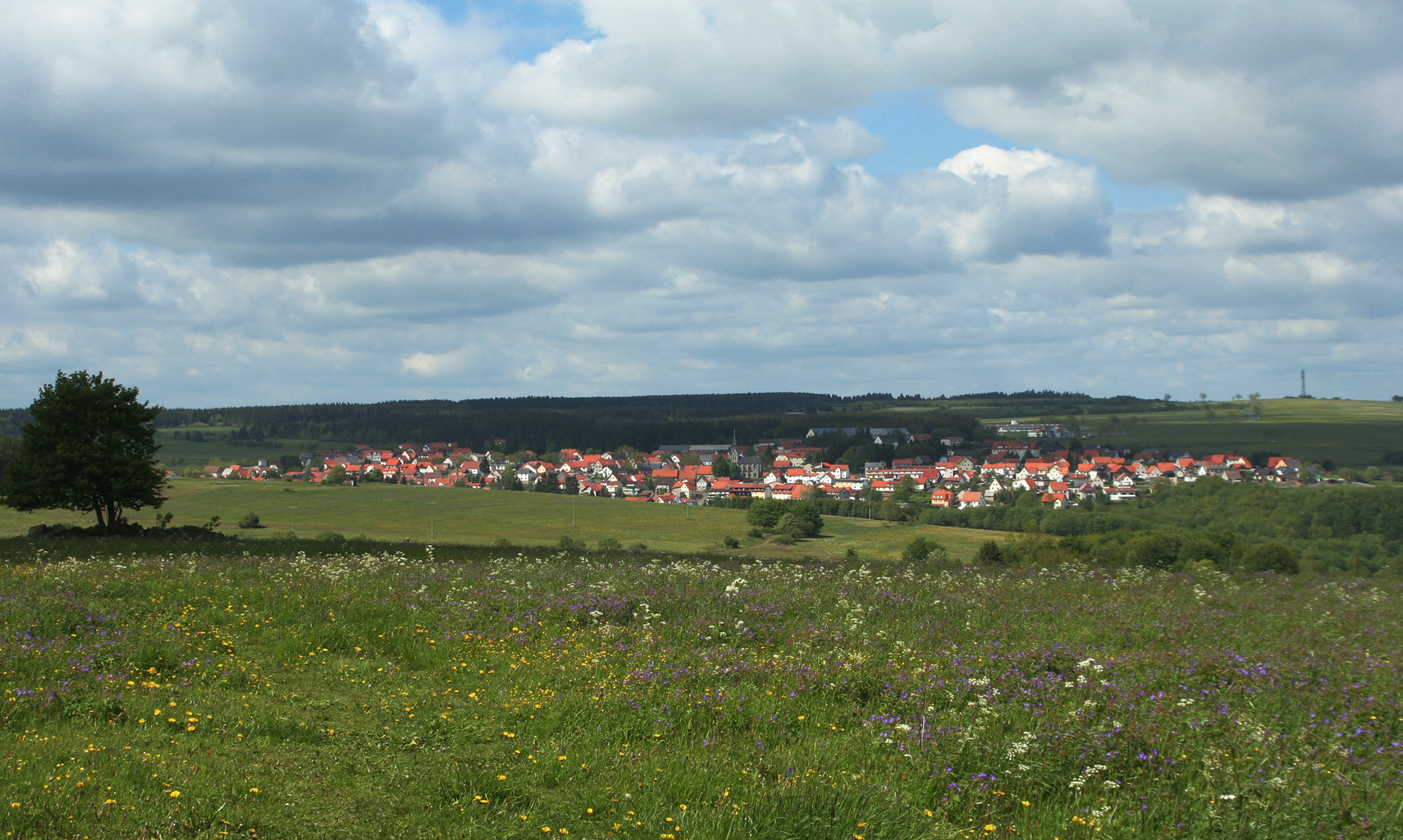
Blick von Süden

Eine Besonderheit stellte die im Mittelalter dort vorherrschende Realteilung dar (im Gegensatz zum in Thüringen sonst üblichen Anerbenrecht). Zu DDR-Zeiten führte man die Besitztümer in LPGs über. Heute existiert dort eine Agrargenossenschaft neuen Rechts mit nur noch fünf Mitarbeitern. Aufgrund seines speziellen Klimas war der Ort früher Höhenluftkurort. Erwähnenswert ist an dieser Stelle das ehemalige Kurhaus „Sophienhöhe“, das im Rahmen der Sicherung der innerdeutschen Grenze geschleift, in diesem Falle gesprengt, wurde.
Durch den Ort führt die L1123 über Birx (ca. 2 km entfernt) nach Seiferts (ca. 5 km entfernt) und nach Reichenhausen (ca. 7 km entfernt). In Seiferts besteht Anschluss an die B 278 (Bischofsheim a.d. Rhön – Buttlar), in Reichenhausen besteht Anschluss an die B 285 (Bad Salzungen – Mellrichstadt). Weiterhin führt die L1125 durch den Ort, die Frankenheim mit Hilders (ca. 5 km entfernt) und Fladungen (ca. 6 km entfernt) verbindet.
Der 2,9 km lange Barfuß-Panoramaweg Frankenheim ist der größte Wanderweg dieser Art in den neuen Bundesländern.

### Bauwerke

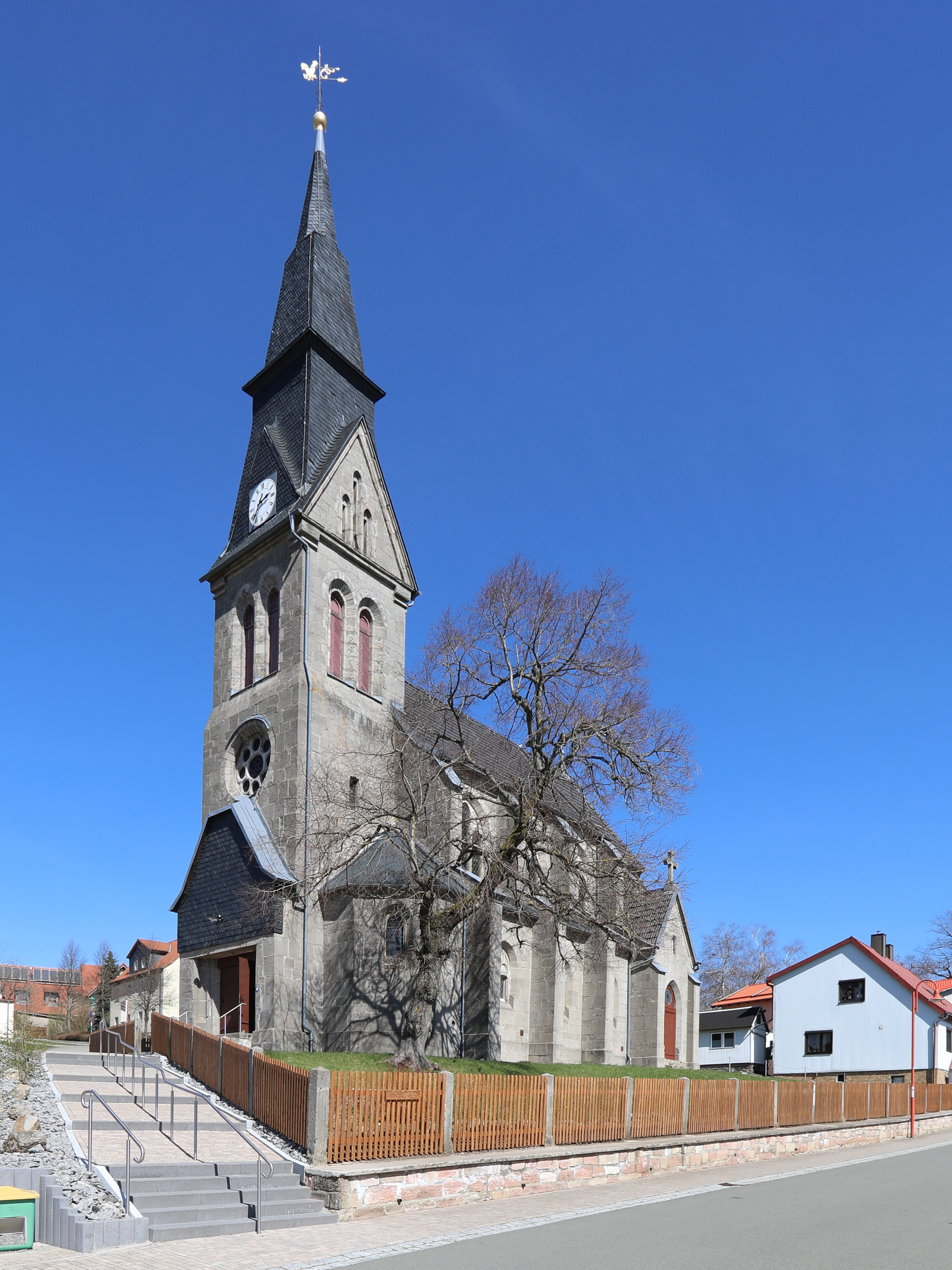
Evangelische Kirche

Die 1885–1886 erbaute evangelische Kirche St. Peter und Paul ist ein einfach ausgestatteter, neugotischer Bau, der anstelle einer Holzkirche errichtet wurde. Architekt war der großherzogliche Landbaumeister Karl Weise.
Das Karolinenheim steht als Gemeindehaus der evangelischen Kirchgemeinde in der Mitte des Ortes. Gebaut wurde es mit der Unterstützung durch Großherzogin Caroline von Sachsen-Weimar-Eisenach und erhielt somit den Namen der Stifterin.
Das Pfarrhaus der Kirchengemeinde Frankenheim steht an der Reichenhäuser Straße, der Hauptstraße im oberen Teil des Dorfs von Reichenhausen kommend, und existiert bereits seit über 100 Jahren. Über die Jahre war es dem Verfall preisgegeben, so dass der Pfarrer von Frankenheim und Oberweid, Alfred Spekker, mit Unterstützung der weltlichen Gemeinde das Pfarrhaus sanierte und renovierte. Heute ist eine Gedenktafel zu Ehren des Pfarrers Adolf Wuttigs angebracht, der sich als „Notwender Frankenheims“ für die Armen im Dorf einsetzte. Im Pfarrhaus befindet sich das Archiv der Pfarrgemeinde, das teilweise bis in die Zeit nach dem Dreißigjährigen Krieg zurückgeht.
Die Hochrhönhalle, am Dorfeingang von Reichenhausen kommend rechter Hand gelegen, ist eine Mehrzweckhalle, die über eine gut ausgestattete Theke für den Gastronomiebetrieb sowie entsprechende Bestuhlungsmöglichkeiten verfügt. Sie wird regelmäßig sowohl für Veranstaltungen (siehe hierfür die Internetseite des Bürgermeisters) als auch für sportliche Aktivitäten benutzt – möglich durch den entsprechend markierten Boden. Eine Bühne mit moderner Bühnentechnik ist vorhanden.

### Wasser und Abwasser
Die Wasserver- und Abwasserentsorgung wird durch den Kommunalen Wasser- und Abwasserzweckverband Meininger Umland sichergestellt.